# Ruaidrí Ua Conchobair
Ruaidrí mac Tairrdelbach Ua Conchobair, anglicizovaně Rory O'Connor (zemřel roku 1198), byl král Connachtu a velekrál Irska.
Roku 1175 uzavřel tzv. Windsorskou smlouvu s anglickým králem Jindřichem II. Tímto se stal jeho vazalem a zavázal se každoročně platit stanovenou sumu.